# Карл Отто Апель
Карл Отто А́пель (нім. Karl-Otto Apel; 15 березня 1922, Дюссельдорф — 15 травня 2017, Нідернгаузен) — німецький філософ, разом із Габермасом — фундатор комунікативної парадигми в філософії.
Філософські погляди Апеля склалися на основі американського прагматизму, німецької герменевтики і полеміки з Габермасом. Увів поняття трансцендентальної прагматики, «онтичної редукції» (коли суще визначається через інше суще). Стверджував первинність діалогу (інтерсуб'єктивності комунікації) над індивідуальною свідомістю. Основою цього діалогу Апель вважає мову, зрозумілу по аналогії з кантівськими категоріями свідомості. Основою мови для Апеля є парадигматичні очевидності.

## Біографія
Народився 15 березня 1922 року в Дюссельдорфі. В 18 років, у 1940 році, став солдатом армії Вермахту. З 1945 року вивчав філософію та історію в Бонні. В 1950 році здобув ступінь доктора філософії в Боннському університеті, захистивши дисертацію, присвячену Мартинові Гайдеґеру, а 1961 року — габілітаційну працю «Ідея мови в традиції гуманізму від Данте до Віко» в Університеті Християна-Альбрехта. У 1960–70-ті роки Апель досліджував етику та питання етичного обґрунтування трансцендентальної прагматики, а також засади власне етики. Впродовж 1960-90-х викладав в університетах Майнца, Кіля, Саабрюккена, Франкфурта-на-Майні. З 1990 року — професор-емерит. Помер 15 травня 2017 року.
Філософія Апеля набрала подальшого розвитку в фундації «Centro Filosofico In terna zionale Karl-Otto Apel», віце-президентом якого є його донька Доротея Апель.

## Філософські погляди
Ототожнюючи мислення з мовою, Апель обґрунтовував можливість створення на основі цього нової філософії, здатної адекватно відповідати на виклики історії, прикладом яких є нацизм. Філософ критикував традиційне розділення мови й мислення та Вітгенштайнову ідентичність структур мови і світу. Апель пропонував аналіз мислення з точки зору вживання мови — трансцендентальну прагматику. Мова у філософії Апеля являє собою інтерсуб'єктивну комунікацію, а не лише передачу інформації.
Розглядаючи структуру семіозису «знак — предмет — інтерпретатор» мислитель вважав, що важливо враховувати зв'язок інтерпретатора з іншими учасниками процесу інтерпретації. Тому він доповнював структуру четвертим складником — суб'єктом, який знаходиться у відносинах знакової комунікації з інтерпретатором. Їхні відносини Апель називав «комунікативною спільнотою».
З позиції Апеля, коли індивід визнає певну раціональну аргументацію, він визнає й існування комунікативної спільноти учасників аргументації, та необхідність дотримання правил цієї спільноти. Однак, слід розрізняти реальну комунікативну спільноту та ідеальну — уявний конструкт, в якому аргументи адекватно розуміються. Підстави відмінностей реальної та ідеальної комунікативної спільнот Апель називав «апріорі комунікації». Такими передумовами є: 1) в кожному вчинку і допущенні враховується імператив виживання людського роду як реальної комунікативної спільноти; 2) реальна комунікативна спільнота прагне реалізувати риси ідеальної. Зближення реальної та ідеальної комунікативної спільнот виявляється у взаємному розумінні та саморозумінні через мову. Історичний процес Апель трактував саме як зближення комунікативних спільнот.

## Основні праці
- Аналітична філософія мови у гуманітарних науках (англ. Analytic Philosophy of Language and the Geisteswissenschaften, 1967)
- Герменевтика та ідеологічна критика (нім. Hermeneutik und Ideologiekritik, 1971)
- Діалог як метод (нім. Dialog als Methode, 1972)
- Трансформація філософії: Аналітика мови, семіотика, герменевтика (нім. Transformation der philosophie: Sprachanalytik, Semiotik, Hermeneutik, 1973)
- Трансформація філософії: Апріорі спільноти комунікацій (нім. Transformation der philosophie: Das Apriori der Kommunikationsgemeinschaft, 1976)
- Мовна прагматика і філософія (нім. Sprachpragmatik und philosophie, 1976)
- Нові спроби пояснення і розуміння (нім. Neue Versuche über Erklären und Verstehen, 1978)
- Пояснення / розуміння суперечок у трансцендентному прагматичному погляді (нім. Die Erklären/Verstehen-Kontroverse in Transzendentalpragmatischer Sicht, 1979)
- На шляху до трансформації філософії (нім. Towards a Transformation of Philosophy, 1980 & 1998)
- Чарльз С. Пірс: Від прагматизму до прагматицизму (англ. Charles S. Peirce: From Pragmatism to Pragmaticism, 1981)
- Розуміння і пояснення: трансцендентально-прагматична перспектива (англ. Understanding and Explanation: A Transcendental-Pragmatic Perspective, 1984)
- Людське спілкування (фр. La comunicazione umana, 1985)
- Дискурс і відповідальність: Проблема переходу до постконвенціональної моралі (нім. Diskurs und Verantwortung: Das Problem des Übergangs zur Postkonventionellen Moral, 1988)
- Назустріч трансцендентній семіотиці: вибрані есеї (англ. Towards a Transcendental Semiotics: Selected Essays, 1994)
- Етика та теорія раціональності: вибрані есеї (англ. Ethics and the Theory of Rationality: Selected Essays, 1996)
- Філософія аналітична і філософія континентальна (італ. Filosofia analitica e filosofia continentale, 1997)
- З трансцендентально-семіотичної точки зору (англ. From a Transcendental-Semiotic Point of View, 1998)
- П'ять лекцій з трансцендентальної семіотики як першої філософії та дискурсної етики (нім. Fünf Vorlesungen über Transzendentale Semiotik als Erste Philosophie und Diskursethik, 2002)
- Дискурсна етика та дискурсна антропологія (нім. Diskursethik und Diskursanthropologie, 2002)
- Парадигми першої філософії: про рефлексивно-трансцендентальну прагматику — реконструкція історії філософії (нім. Paradigmen der Ersten Philosophie: Zur reflexiven — transzendentalpragmatischen — Rekonstruktion der Philosophiegeschichte, 2011)
- Трансцендентальна рефлексія і історія (нім. Transzendentale Reflexion und Geschichte, 2017)

## Українські переклади
- Апель К.-О. Апріорі спільноти комунікацій / Пер. з нім. В. Купліна // Сучасна зарубіжна філософія. Течії і напрями. Хрестоматія. — К.: Ваклер, 1996. — С. 359—421.
- Апель К.-О. Обгрунтування етики відповідальності / Пер. з нім. Ситниченко Л. // Першоджерела комунікативної філософії / К.-О. Апель. — К. : Либідь, 1996. — С. 46-60.
- Апель К.-О. Дискурсивна етика: політика і право. Перекл. з нім., упорядкування А. Єрмоленка.  –  К.: Укр. філос.фонд, 1999.
- Апель К.-О. Ситуація людини як етична проблема. Перекл. з нім. А.Єрмоленка. // Єрмоленко А. М. Комунікативна практична філософія.  – К.: Лібра, 1999. — C. 231—254.
- Апель К.-О. Етноетика та універсалістська макроетика: суперечність чи доповнювальність.  Перекл. з нім. А. Єрмоленка. // Єрмоленко А. М. Комунікативна практична філософія.  – К.: Лібра, 1999. — С. 355—371.
- Апель К.-О. Спрямування англо-американського «комунітаризму» в світлі дискурсивної етики. Перекл. з нім. А. Єрмоленка. // Єрмоленко А. М. Комунікативна практична філософія.  – К.: Лібра, 1999 — С.372-394.
- Апель К.-О. Дискурсивна етика як політична етика відповідальності в ситуації сучасного світу. Перекл. з нім. А. Єрмоленка. // Єрмоленко А. М. Комунікативна практична філософія.  – К.: Лібра, 1999. — С.395-412.
- Апель К.-О. Екологічна криза як виклик дискурсетиці. Перекл. з нім. А. Єрмоленка. // Єрмоленко А. М. Комунікативна практична філософія.  – К.: Лібра, 1999. — С. 413—454.
- Апель К.-О. Дискурс і відповідальність: проблема переходу до постконвенціональної моралі / Пер. з нім. В. Купліна. — Київ: Дух і Літера, 2009. — 430 с.